# Discografia de Depeche Mode
A discografia do grupo de música eletrônica inglesa Depeche Mode é composto de 14 álbuns de estúdio, 7 álbuns ao vivo, 10 álbuns de compilação, 55 singles, 15 box sets, 13 álbuns de vídeo, e 70 vídeos musicais. A música da banda foi lançada em várias gravadoras, incluindo Some Bizzare, Mute Records, Sire Records, Reprise Records e Columbia Records. Formado em 1980, em Basildon, Essex, Inglaterra, a formação original da banda era Dave Gahan (vocalista), Martin Gore (teclados, guitarra, vocais, principal compositor depois de 1981), Andrew Fletcher (teclado) e Vince Clarke (teclados, principal compositor em 1980-81). Vince Clarke deixou a banda após o lançamento do álbum de estreia de 1981, e foi substituído por Alan Wilder (produção, teclados, bateria), que era um membro da banda entre 1982 e 1995. Após a saída de Wilder, Gahan, Gore e Fletcher continuou como um trio.
Desde sua estreia em 1981, Depeche Mode tiveram quarenta e oito canções na parada de singles do Reino Unido, bem como um norte-americano e dois álbuns número um britânicos (Songs of Faith and Devotion e Ultra). De acordo com sua gravadora, Depeche Mode vendeu mais de 100 milhões de discos em todo o mundo. O vídeo do concerto Devotional foi nomeada para "Melhor Vídeo Musical de Longa Duração" na premiação do 37º Grammy em 1995. "Suffer Well", o terceiro single do álbum Playing the Angel, foi indicado na categoria de" Melhor Gravação Dance" no 49º Grammy Awards em 2007. Em 19 de dezembro de 2006, o catálogo da volta de Depeche Mode foi lançado na iTunes Store como The Complete Depeche Mode. Em 3 de dezembro de 2009, Sounds of the Universe foi nomeado para um Grammy de "Melhor Álbum Alternativo". Eles receberam uma segunda indicação para o vídeo "Wrong": para Melhor Vídeo Musical de Curta Duração no 52 º Grammy Awards.

## Álbuns

### Álbuns de estúdio
| Ano | Detalhes do álbum | Posições mais altas nas paradas | Posições mais altas nas paradas | Posições mais altas nas paradas | Posições mais altas nas paradas | Posições mais altas nas paradas | Posições mais altas nas paradas | Posições mais altas nas paradas | Posições mais altas nas paradas | Posições mais altas nas paradas | Posições mais altas nas paradas | Posições mais altas nas paradas | Certificações (limiares de vendas)                                           |
| Ano | Detalhes do álbum | GBR                             | EUA                             | AUS                             | NZ                              | AUT                             | FIN                             | FRA                             | ALE                             | ITÁ                             | SUÉ                             | SUÍ                             | Certificações (limiares de vendas)                                           |
| --- | --- | ------------------------------- | ------------------------------- | ------------------------------- | ------------------------------- | ------------------------------- | ------------------------------- | ------------------------------- | ------------------------------- | ------------------------------- | ------------------------------- | ------------------------------- | ---------------------------------------------------------------------------- |
| 1981 | Speak & Spell - Lançado: 5 de outubro de 1981 - Selos: Mute, Sire - Formatos: CD, SACD/DVD, LP, CS, Download digital                                      | 10                              | 192                             | 28                              | 45                              | —                               | —                               | —                               | 49                              | —                               | 21                              | —                               | - GBR: Ouro - ALE: Ouro                                                      |
| 1982 | A Broken Frame - Lançado: 27 de setembro de 1982 - Selos: Mute, Sire - Formatos: CD, SACD/DVD, LP, CS, download digital                                   | 8                               | 177                             | —                               | 43                              | —                               | —                               | 194                             | 56                              | —                               | 22                              | —                               | - GBR: Ouro                                                                  |
| 1983 | Construction Time Again - Lançado: 22 de agosto de 1983 - Selos: Mute, Sire - Formatos: CD, SACD/DVD, LP, CS, download digital                            | 6                               | 201                             | —                               | 44                              | —                               | —                               | —                               | 7                               | —                               | 12                              | 21                              | - GBR: Ouro - ALE: Ouro                                                      |
| 1984 | Some Great Reward - Lançado: 27 de agosto de 1984 - Selos: Mute, Sire - Formatos: CD, SACD/DVD, LP, CS, download digital                                  | 5                               | 54                              | —                               | —                               | 19                              | —                               | —                               | 3                               | 32                              | 7                               | 5                               | - GBR: Prata - EUA: Platina - ALE: Ouro                                      |
| 1986 | Black Celebration - Lançado: 17 de março de 1986 - Selos: Mute, Sire - Formatos: CD, SACD/DVD, LP, CS, download digital                                   | 4                               | 90                              | 69                              | 34                              | 26                              | —                               | 19                              | 2                               | 17                              | 5                               | 1                               | - GBR: Prata - EUA: Ouro - ALE: Platina - FRA: Ouro                          |
| 1987 | Music for the Masses - Lançado: 28 de setembro de 1987 - Selos: Mute, Sire - Formatos: CD, SACD/DVD, LP, CS, download digital                             | 10                              | 35                              | 60                              | —                               | 16                              | —                               | 7                               | 2                               | 7                               | 4                               | 4                               | - GBR: Prata - EUA: Platina - ALE: Ouro - FRA: Platina                       |
| 1990 | Violator - Lançado: 19 de março de 1990 - Selos: Mute, Sire - Formatos: CD, SACD/DVD, LP, CS, download digital, DCC, MiniDisc                             | 2                               | 7                               | 42                              | 28                              | 4                               | —                               | 1                               | 2                               | 5                               | 6                               | 2                               | - GBR: Ouro - EUA: 3× Platina - ALE: Platina - AUT: Ouro - FRA: Platina      |
| 1993 | Songs of Faith and Devotion - Lançado: 22 de março de 1993 - Selos: Mute, Sire, Reprise - Formatos: CD, SACD/DVD, LP, CS, download digital, MiniDisc, DCC | 1                               | 1                               | 14                              | 31                              | 1                               | —                               | 1                               | 1                               | 1                               | 2                               | 1                               | - GBR: Ouro - EUA: Platina - ALE: Ouro - AUT: Ouro - FRA: 2× Ouro            |
| 1997 | Ultra - Lançado: 14 de abril de 1997 - Selos: Mute, Reprise - Formatos: CD, SACD/DVD, LP, CS, download digital                                            | 1                               | 5                               | 7                               | 25                              | 5                               | 3                               | 2                               | 1                               | 2                               | 1                               | 4                               | - GBR: Ouro - EUA: Ouro - ALE: Ouro - FRA: Ouro - UE: Platina                |
| 2001 | Exciter - Lançado: 14 de maio de 2001 - Selos: Mute, Reprise - Formatos: CD, SACD/DVD, LP, download digital                                               | 9                               | 8                               | 20                              | —                               | 2                               | 2                               | 1                               | 1                               | 2                               | 1                               | 2                               | - GBR: Ouro - EUA: Ouro - ALE: Platina - AUT: Ouro - FRA: Ouro - UE: Platina |
| 2005 | Playing the Angel - Lançado: 17 de outubro de 2005 - Selos: Mute, Sire/Reprise - Formatos: CD, SACD/DVD, LP, download digital                             | 6                               | 7                               | 45                              | —                               | 1                               | 1                               | 1                               | 1                               | 1                               | 1                               | 1                               | - GBR: Ouro - ALE: 2× Platina - AUT: Ouro - FRA: Platina - UE: Platina       |
| 2009 | Sounds of the Universe - Lançado: 20 de abril de 2009 - Selos: Mute, EMI - Formatos: CD, CD+DVD, LP, download digital                                     | 2                               | 3                               | 32                              | 31                              | 1                               | 1                               | 2                               | 1                               | 1                               | 1                               | 1                               | - GBR: Prata - ALE: 3× Ouro - AUT: Ouro - FRA: Platina                       |
| 2013 | Delta Machine - Lançado: 25 de março de 2013 - Selos: Columbia, Sony - Formatos: CD, LP, download digital                                                 | 2                               | 6                               | 16                              | 24                              | 1                               | 3                               | 2                               | 1                               | 1                               | 1                               | 1                               | - GBR: Prata - ALE: Platina - FRA: Platina                                   |
| 2017 | Spirit - Lançado: 17 de março de 2017 - Selos: Columbia - Formatos: CD, LP, download digital                                                              | 5                               | 5                               | 14                              | 32                              | 1                               | 5                               | 1                               | 1                               | 1                               | 3                               | 1                               | - ALE: Ouro - FRA: Ouro                                                      |
| "—" denota álbuns que foram lançados, mas não marcou gráfico ou álbuns não lançado em um determinado território. | |                                 |                                 |                                 |                                 |                                 |                                 |                                 |                                 |                                 |                                 |                                 |                                                                              |

"*" denota lançamentos mapeados com as posições mais altas desconhecidas.

### Compilações
| Ano | Detalhes do álbum | Posições mais altas nas paradas | Posições mais altas nas paradas | Posições mais altas nas paradas | Posições mais altas nas paradas | Posições mais altas nas paradas | Posições mais altas nas paradas | Posições mais altas nas paradas | Posições mais altas nas paradas | Posições mais altas nas paradas | Posições mais altas nas paradas | Posições mais altas nas paradas | Certificações                                                          |
| Ano | Detalhes do álbum | GBR                             | EUA                             | AUS                             | NZ                              | AUT                             | FIN                             | FRA                             | ALE                             | ITÁ                             | SUÉ                             | SUÍ                             | Certificações                                                          |
| --- | --- | ------------------------------- | ------------------------------- | ------------------------------- | ------------------------------- | ------------------------------- | ------------------------------- | ------------------------------- | ------------------------------- | ------------------------------- | ------------------------------- | ------------------------------- | ---------------------------------------------------------------------- |
| 1984 | People Are People - Lançado: 2 July 1984 (América do Norte) - Selo: Sire - Formatos: CD, LP, CS, download digital                                             | —                               | 74                              | —                               | —                               | —                               | —                               | —                               | —                               | —                               | —                               | —                               | - EUA: Ouro                                                            |
| 1985 | The Singles 81→85 - Lançado: 14 de outubro de 1985 - Relançado como: The Singles 81>85 - Selos: Mute, Sire - Formatos: CD, LP, CS, download digital, MiniDisc | 6                               | 114[+]                          | —                               | 33                              | —                               | —                               | 19                              | 9                               | —                               | 18                              | 14                              | - GBR: Ouro - ALE: Ouro                                                |
| 1985 | Catching Up with Depeche Mode - Lançado: 11 de novembro de 1985 (América do Norte) - Selo: Sire - Formatos: CD, LP, CS, download digital                      | —                               | 113                             | —                               | —                               | —                               | —                               | —                               | —                               | —                               | —                               | —                               | - EUA: Platina                                                         |
| 1987 | Greatest Hits - Lançado: 1987 (Leste da Alemanha) - Selo: Amiga - Formato: LP                                                                                 | —                               | —                               | —                               | —                               | —                               | —                               | —                               | —                               | —                               | —                               | —                               |                                                                        |
| 1998 | The Singles 86>98 - Lançado: 28 de setembro de 1998 - Selos: Mute, Reprise - Formatos: CD, LP, CS, download digital, MiniDisc                                 | 5                               | 38                              | 42                              | —                               | 2                               | 3                               | 6                               | 1                               | 2                               | 1                               | 3                               | - GBR: Ouro - EUA: Platina - ALE: Platina - FRA: 2× Ouro - UE: Platina |
| 2001 | The Singles 81>98 - Lançado: 31 de agosto de 2001 - Selo: Mute - Formatos: CD                                                                                 | 103                             | —                               | —                               | —                               | —                               | —                               | —                               | 83                              | 16                              | —                               | —                               |                                                                        |
| 2004 | Remixes 81-04 - Lançado: 5 de outubro de 2004 - Selos: Mute, Reprise - Formatos: CD, LP, download digital                                                     | 24                              | —                               | —                               | —                               | 38                              | —                               | 5                               | 2                               | 6                               | 16                              | 7                               | - ALE: Platina - FRA: 2× Ouro                                          |
| 2006 | The Best of Depeche Mode Volume 1 - Lançado: 13 de novembro de 2006 - Selos: Mute, Reprise - Formatos: CD, CD/DVD, download digital                           | 18                              | 148                             | —                               | —                               | 9                               | 15                              | 2                               | 1                               | 5                               | 13                              | 3                               | - GBR: Ouro - ALE: 2× Platina - FRA: Ouro - : Platina                  |
| 2006 | The Complete Depeche Mode - Lançado: 19 de dezembro de 2006 - Selos: Mute, Reprise, Sire - Formato: Download digital                                          | —                               | —                               | —                               | —                               | —                               | —                               | —                               | —                               | —                               | —                               | —                               |                                                                        |
| 2011 | Remixes 2: 81-11 - Lançado: 6 de junho de 2011 - Selo: Mute - Formato: CD, LP, download digital                                                               | 24                              | 105                             | —                               | —                               | 11                              | 45                              | 4                               | 3                               | 9                               | 9                               | 6                               |                                                                        |
| "—" denota álbuns que foram lançados, mas não marcou gráfico ou álbuns não lançado em um determinado território. | |                                 |                                 |                                 |                                 |                                 |                                 |                                 |                                 |                                 |                                 |                                 |                                                                        |

Notas
- +^ A posição americana para The Singles 81→85 é para o relançamento de 1999.[25]

### Álbuns ao vivo
| 1989 | 101 - Lançado: 13 de março de 1989 - Selos: Mute, Sire - Formatos: CD, LP, CS, download digital, SACD                          | 5  | 45  | 77 | 13 | —  | 4 | 3  | *  | 14 | 11 | - GBR: Prata - EUA: Ouro - ALE: Ouro - FRA: 2× Ouro |
| 1993 | Songs of Faith and Devotion Live - Lançado: 6 de dezembro de 1993 - Selos: Mute, Sire - Formatos: CD, LP, CS, download digital | 46 | 193 | 27 | —  | —  | — | 50 | —  | 22 | 47 |                                                     |
| 2006 | Recording the Angel[A] - Lançado: 2006 - Selo: Mute - Formatos: CD, download digital                                           | —  | —   | —  | —  | —  | — | —  | —  | —  | —  |                                                     |
| 2006 | Touring the Angel: Live in Milan - Lançado: 25 de setembro de 2006 - Selo: Mute - Formatos: CD                                 | —  | —   | —  | —  | —  | — | 2  | —  | —  | 54 |                                                     |
| 2009 | Recording the Universe[A] - Lançado: 2009/2010 - Selo: Mute - Formatos: CD, download digital                                   | —  | —   | —  | —  | —  | — | —  | —  | —  | —  |                                                     |
| 2010 | Tour of the Universe : Barcelona 20/21.11.09 - Lançado: 5 de novembro de 2010 - Selo: Mute - Formatos: CD                      | —  | —   | —  | —  | —  | 7 | 1  | 3  | 24 | —  |                                                     |
| 2014 | Depeche Mode Live in Berlin - Lançado: 17 de novembro de 2014 - Selo: Mute, Columbia - Formatos: CD, DVD, iTunes               | 64 | —   | —  | 13 | 37 | 9 | 2  | 11 | 22 | 13 |                                                     |
| "—" denota álbuns que foram lançados, mas não marcou gráfico ou álbuns não lançado em um determinado território. | |    |     |    |    |    |   |    |    |    |    |                                                     |

" * " denota lançamentos mapeados com as posições mais altas desconhecidas.
Notas
- A ^ Lançado como uma série de álbuns de edição limitada gravado ao vivo durante Touring the Angel e Tour of the Universe, distribuído pela Live Here Now[26]

## Singles
| 1981                                                                      | "Dreaming of Me"[B]                | 57  | —  | 47 | —  | —  | —  | —  | 45 [L] | —  | —  | —  | —  | —  | single sem álbum                  |
| 1981                                                                      | "New Life"                         | 11  | —  | 29 | —  | 22 | —  | —  | —      | —  | —  | —  | —  | —  | Speak & Spell                     |
| 1981                                                                      | "Just Can't Get Enough"            | 8   | —  | 26 | —  | 16 | —  | —  | —      | 14 | —  | —  | 29 | 4  | Speak & Spell                     |
| 1982                                                                      | "See You"                          | 6   | —  | —  | —  | 9  | —  | —  | 44     | —  | —  | —  | —  | —  | A Broken Frame                    |
| 1982                                                                      | "The Meaning of Love"              | 12  | —  | —  | —  | 17 | —  | —  | 64     | 16 | —  | —  | —  | —  | A Broken Frame                    |
| 1982                                                                      | "Leave in Silence"                 | 18  | —  | —  | —  | 13 | —  | —  | 58     | 17 | —  | —  | —  | —  | A Broken Frame                    |
| 1983                                                                      | "Get the Balance Right!"           | 13  | —  | 31 | —  | 16 | —  | —  | 38     | —  | —  | —  | —  | —  | non-album single                  |
| 1983                                                                      | "Everything Counts"                | 6   | —  | 17 | —  | 15 | 26 | —  | 23     | 18 | 32 | 8  | —  | —  | Construction Time Again           |
| 1983                                                                      | "Love, in Itself"                  | 21  | —  | —  | —  | 27 | —  | —  | 28     | —  | —  | —  | —  | —  | Construction Time Again           |
| 1984                                                                      | "People Are People"                | 4   | 13 | 44 | —  | 2  | 6  | —  | 1      | 15 | 20 | 4  | —  | 25 | Some Great Reward                 |
| 1984                                                                      | "Master and Servant"               | 9   | 87 | 49 | —  | 6  | —  | 34 | 2      | 7  | 27 | 8  | —  | 89 | Some Great Reward                 |
| 1984                                                                      | "Blasphemous Rumours" / "Somebody" | 16  | —  | —  | —  | 8  | —  | —  | 22     | —  | —  | 19 | —  | 87 | Some Great Reward                 |
| 1985                                                                      | "Shake the Disease"                | 18  | —  | —  | —  | 9  | —  | 13 | 4      | 5  | 29 | 6  | —  | —  | The Singles 81-85                 |
| 1985                                                                      | "It's Called a Heart"              | 18  | —  | —  | —  | 5  | —  | 29 | 8      | 7  | 16 | 7  | —  | —  | The Singles 81-85                 |
| 1986                                                                      | "Stripped" / "But Not Tonight"[C]  | 15  | —  | —  | —  | 6  | —  | —  | 4      | 9  | 14 | 8  | 41 | —  | Black Celebration                 |
| 1986                                                                      | "A Question of Lust"               | 28  | —  | —  | —  | 13 | —  | —  | 8      | 17 | —  | 12 | —  | —  | Black Celebration                 |
| 1986                                                                      | "A Question of Time"               | 17  | —  | —  | —  | 10 | —  | 29 | 4      | 18 | —  | 9  | —  | —  | Black Celebration                 |
| 1987                                                                      | "Strangelove"                      | 16  | 76 | 1  | —  | 6  | 29 | 25 | 2      | 5  | 24 | 3  | —  | —  | Music for the Masses              |
| 1987                                                                      | "Never Let Me Down Again"          | 22  | 63 | 12 | —  | 12 | 29 | 29 | 2      | 7  | 13 | 7  | —  | 82 | Music for the Masses              |
| 1987                                                                      | "Behind the Wheel"[D]              | 21  | 61 | 3  | —  | 16 | —  | 21 | 6      | 10 | —  | 6  | 34 | 98 | Music for the Masses              |
| 1988                                                                      | "Little 15"                        | 60  | —  | —  | —  | —  | 25 | —  | 16     | —  | —  | 18 | —  | —  | Music for the Masses              |
| 1988                                                                      | "Strangelove '88"                  | —   | 50 | 24 | —  | —  | —  | —  | —      | —  | —  | —  | —  | —  | Music for the Masses              |
| 1989                                                                      | "Everything Counts (Live)"         | 22  | —  | 16 | 13 | 17 | 26 | —  | 12     | —  | —  | 18 | 27 | —  | "101"                             |
| 1989                                                                      | "Personal Jesus"                   | 13  | 28 | 12 | 3  | 7  | —  | 27 | 5      | 17 | 4  | 5  | 14 | —  | Violator                          |
| 1990                                                                      | "Dangerous"[E]                     | —   | —  | —  | 13 | —  | —  | —  | —      | —  | —  | —  | —  | —  | "Personal Jesus" single           |
| 1990                                                                      | "Enjoy the Silence"                | 6   | 8  | 6  | 1  | 3  | 13 | 9  | 2      | 5  | 5  | 2  | 40 | 71 | Violator                          |
| 1990                                                                      | "Policy of Truth"                  | 16  | 15 | 2  | 1  | 11 | —  | 31 | 7      | 20 | 5  | 12 | —  | —  | Violator                          |
| 1990                                                                      | "Halo"[E]                          | —   | —  | —  | 21 | —  | —  | —  | —      | —  | —  | —  | —  | —  | Violator                          |
| 1990                                                                      | "World in My Eyes"                 | 17  | 52 | 6  | 17 | 7  | —  | 30 | 7      | —  | —  | 5  | —  | —  | Violator                          |
| 1993                                                                      | "I Feel You"                       | 8   | 37 | 3  | 1  | 6  | 7  | 5  | 4      | 2  | 4  | 4  | 30 | 37 | Songs of Faith and Devotion       |
| 1993                                                                      | "One Caress" [F]                   | —   | —  | —  | —  | —  | —  | —  | —      | —  | —  | —  | —  | —  | Songs of Faith and Devotion       |
| 1993                                                                      | "Walking in My Shoes"              | 14  | 69 | —  | 1  | 15 | 29 | 23 | 14     | 8  | 9  | 26 | —  | 74 | Songs of Faith and Devotion       |
| 1993                                                                      | "Condemnation"                     | 9   | —  | —  | 23 | 19 | —  | 36 | 23     | 3  | —  | 38 | —  | 78 | Songs of Faith and Devotion       |
| 1994                                                                      | "In Your Room"                     | 8   | —  | —  | —  | 15 | —  | 10 | 24     | 2  | —  | 14 | —  | 40 | Songs of Faith and Devotion       |
| 1997                                                                      | "Barrel of a Gun"                  | 4   | 47 | —  | 11 | 13 | 15 | 22 | 3      | 1  | 2  | 30 | —  | 33 | Ultra                             |
| 1997                                                                      | "It's No Good"                     | 5   | 38 | 1  | 4  | 13 | 28 | —  | 5      | 1  | 1  | 30 | —  | 52 | Ultra                             |
| 1997                                                                      | "Home"[G]                          | 23  | 88 | —  | —  | —  | —  | —  | 11     | 10 | 1  | 47 | —  | —  | Ultra                             |
| 1997                                                                      | "Useless"                          | 28  | —  | —  | —  | —  | —  | —  | 16     | 16 | —  | —  | —  | —  | Ultra                             |
| 1998                                                                      | "Only When I Lose Myself"          | 17  | 61 | —  | 36 | 28 | 10 | 29 | 2      | 4  | 3  | 16 | —  | 34 | The Singles 86>98                 |
| 2001                                                                      | "Dream On"                         | 6   | 85 | 1  | 12 | 24 | 9  | 12 | 1      | 4  | 1  | 13 | —  | —  | Exciter                           |
| 2001                                                                      | "I Feel Loved"                     | 12  | —  | 1  | —  | 27 | 44 | 39 | 9      | 16 | 5  | 64 | —  | 95 | Exciter                           |
| 2001                                                                      | "Freelove"                         | 19  | —  | 1  | —  | 41 | 61 | 52 | 8      | 20 | 3  | 67 | —  | —  | Exciter                           |
| 2002                                                                      | "Goodnight Lovers"[H]              | —   | —  | —  | —  | —  | —  | 64 | 15     | 33 | 16 | 69 | —  | —  | Exciter                           |
| 2004                                                                      | "Enjoy the Silence '04"            | 7   | —  | 25 | —  | 40 | 48 | 15 | 5      | 31 | 10 | 44 | —  | —  | Remixes 81-04                     |
| 2004                                                                      | "Remixes 04"[I]                    | 75  | —  | —  | —  | —  | —  | —  | —      | —  | —  | —  | —  | —  | Remixes 81-04                     |
| 2005                                                                      | "Precious"                         | 4   | 71 | 1  | 23 | 12 | 9  | 32 | 2      | 1  | 1  | 12 | —  | —  | Playing the Angel                 |
| 2005                                                                      | "A Pain That I'm Used To"          | 15  | —  | 6  | —  | 31 | 24 | 96 | 11     | 13 | 2  | 23 | —  | —  | Playing the Angel                 |
| 2006                                                                      | "Suffer Well"                      | 12  | —  | 1  | 38 | 18 | 67 | 87 | 13     | 20 | 5  | 66 | —  | —  | Playing the Angel                 |
| 2006                                                                      | "The Darkest Star"[J]              | 132 | —  | —  | —  | —  | —  | —  | —      | —  | —  | —  | —  | —  | Playing the Angel                 |
| 2006                                                                      | "John the Revelator" / "Lilian"    | 18  | —  | 38 | —  | 22 | —  | —  | 16     | 19 | 16 | 70 | —  | —  | Playing the Angel                 |
| 2006                                                                      | "Martyr"                           | 13  | —  | 22 | —  | 32 | 31 | 64 | 2      | 10 | 1  | 17 | —  | —  | The Best of Depeche Mode Volume 1 |
| 2009                                                                      | "Wrong"                            | 24  | —  | 1  | 12 | 34 | 4  | 10 | 2      | 5  | 1  | 23 | —  | —  | Sounds of the Universe            |
| 2009                                                                      | "Oh Well"[M]                       | 113 | —  | —  | —  | —  | —  | —  | —      | —  | —  | —  | —  | —  | Sounds of the Universe            |
| 2009                                                                      | "Peace"[K]                         | 57  | —  | —  | —  | —  | 72 | 18 | 25     | 59 | 5  | 53 | —  | —  | Sounds of the Universe            |
| 2009                                                                      | "Perfect"[K]                       | —   | —  | 1  | —  | —  | —  | —  | —      | —  | —  | —  | —  | —  | Sounds of the Universe            |
| 2009                                                                      | "Fragile Tension" / "Hole to Feed" | —   | —  | —  | —  | —  | —  | 27 | 39     | —  | —  | —  | —  | —  | Sounds of the Universe            |
| 2011                                                                      | "Personal Jesus 2011"              | 119 | —  | —  | —  | —  | 73 | 91 | 36     | —  | —  | 73 | —  | —  | Remixes 2: 81-11                  |
| 2013                                                                      | "Heaven"                           | 60  | —  | 1  | 33 | 84 | 22 | 27 | 2      | —  | 33 | 18 | —  | —  | Delta Machine                     |
| 2013                                                                      | "Soothe My Soul"                   | 88  | —  | 7  | —  | —  | —  | 45 | 22     | —  | —  | —  | —  | —  | Delta Machine                     |
| 2013                                                                      | "Should Be Higher"                 | 81  | —  | —  | —  | —  | 60 | 58 | 19     | —  | —  | 61 | —  | —  | Delta Machine                     |
| 2017                                                                      | "Where's the Revolution"           | —   | —  | —  | —  | —  | —  | 28 | 29     | —  | —  | 57 | —  | —  | Spirit                            |
| 2017                                                                      | "Going Backwards"                  | —   | —  | —  | —  | —  | —  | 90 | —      | —  | —  | —  | —  | —  | Spirit                            |
| 2017                                                                      | "Cover Me"                         | —   | —  | —  | —  | —  | —  | 67 | —      | —  | —  | —  | —  | —  | Spirit                            |
| "—" denota lançamentos mapeados com as posições mais altas desconhecidas. |                                    |     |    |    |    |    |    |    |        |    |    |    |    |    |                                   |

Notas
- B ^ A versão non-fade-out de"Dreaming of Me" aparece nas versões do CD Speak & Spell, apesar de não ser oficialmente uma faixa do álbum .
- C ^ "But Not Tonight" foi lançado como A-side somente nos Estados Unidos para promover a versão da canção usada como trilha sonora do filme Modern Girls.
- D ^ Nos Estados Unidos, a Austrália e Nova Zelândia, o megamix de "Route 66" e "Behind the Wheel" são as canções que mapearam.
- E ^ "Dangerous" e "Halo" não foram lançadas como  singles. Eles só traçaram no gráfico da parada do Modern Rock Tracks, porque mede airplay nas estações de rádio de rock alternativo dos Estados Unidos.
- F ^ "One Caress" foi um lançamento promocional só nos EUA.
- G ^ "Home" foi lançado como um lado-A duplo com "Useless" nos Estados Unidos.
- H ^ "Goodnight Lovers" não era elegível para traçar no Reino Unido porque a sua única versão continha mais de três faixas.
- I ^ "Remixes 04" foram lançamentos de remixes edição limitada de 12" lançados para complementar o lançamento de "Enjoy the Silence '04".
- J ^ "The Darkest Star" foi lançada como B-side para "Suffer Well"; 12" single Europeu de que o lançamento apresentou apenas dois remixes de"The Darkest Star" e foi registada como uma entrada separada nas paradas do Reino Unido.[32]
- K ^ "Peace" foi lançado somente na Europa; "Perfect" foi um lançamento promocional (não comercial), somente nos EUA.
- L ^ "Dreaming of Me" não traçou gráfico na Alemanha até março de 2011.
- M ^ "Oh Well" foi lançada como B-side para "Wrong" e no álbum Sounds of the Universe, bem como sendo disponível como parte da pré-venda do álbum no iTunes. Como tal, ele entrou na UK Singles Chart como download digital.[33]

## Edições especiais de singles
Um exemplo é uma versão especial do "Master and Servant", dos quais o vinil não era do seu preto usual, mas em vez de um "mármore-efeito" padrão. Ele pode ser comprado no custo normal do single 12 " no Our Price Records, quando a loja cadeia existiu. Ele tem um rótulo azul-turquesa e veio em um estranho semi-transparente de manga interior com uma capa predominantemente branca. Em seu lado B uma versão de 7 "e instrumental foi gravado.

## Box sets
| Ano  | Detalhes do box set                                                                                | Paradas |
| Ano  | Detalhes do box set                                                                                | ALE     |
| ---- | -------------------------------------------------------------------------------------------------- | ------- |
| 1991 | X1 - Lançado: 1991 - Selo: WEA - Lançado somente no Japão                                          | —       |
| 1991 | X2 - Lançado: 1991 - Selo: WEA - Lançado somente no Japão                                          | —       |
| 1991 | Singles Box, Vol. 1 - Lançado: 28 de novembro de 1991 - Selos: Rhino, WEA - Relançado em 2004      | —       |
| 1991 | Singles Box, Vol. 2 - Lançado: 28 de novembro de 1991 - Selos: Rhino, WEA - Relançado em 2004      | —       |
| 1991 | Singles Box, Vol. 3 - Lançado: 12 de dezembro de 1991 - Relançado em 2004                          | —       |
| 2004 | Singles Box, Vol. 4 - Lançado: 30 de março de 2004 - Selos: Rhino, WEA                             | 84      |
| 2004 | Singles Box, Vol. 5 - Lançado: 30 de março de 2004 - Selos: Rhino, WEA                             | 85      |
| 2004 | Singles Box, Vol. 6 - Lançado: 30 de março de 2004 - Selos: Rhino, WEA                             | 88      |
| 2018 | Speak & Spell: The 12″ Singles - Lançado: 31 de agosto de 2018 - Selos: Mute, Columbia             | 10      |
| 2018 | A Broken Frame: The 12″ Singles - Lançado: 31 de agosto de 2018 - Selos: Mute, Columbia            | 11      |
| 2018 | Construction Time Again: The 12″ Singles - Lançado: 14 de dezembro de 2018 - Selos: Mute, Columbia | 55      |
| 2018 | Some Great Reward: The 12″ Singles - Lançado: 14 de dezembro de 2018 - Selos: Mute, Columbia       | 49      |
| 2019 | Black Celebration: The 12″ Singles - Lançado: 31 de maio de 2019 - Selos: Mute, Columbia           | 22      |
| 2019 | Music for the Masses: The 12″ Singles - Lançado: 31 de maio de 2019 - Selos: Mute, Columbia        | 20      |
| 2020 | Mode - Lançado: 24 de janeiro de 2020 - Selos: Mute, Columbia                                      | 10      |

## Videografia

### Videoclipes
| Ano  | Título                                              | Diretor                        |
| ---- | --------------------------------------------------- | ------------------------------ |
| 1981 | "Just Can't Get Enough"                             | Clive Richardson               |
| 1982 | "See You"                                           | Julien Temple                  |
| 1982 | "The Meaning of Love"                               | Julien Temple                  |
| 1982 | "Leave in Silence"                                  | Julien Temple                  |
| 1983 | "Get the Balance Right!"                            | Kevin Hewitt                   |
| 1983 | "Everything Counts"                                 | Clive Richardson               |
| 1983 | "Love, in Itself"                                   | Clive Richardson               |
| 1984 | "People Are People" (7" version)                    | Clive Richardson               |
| 1984 | "People Are People" (12" version)                   | Clive Richardson               |
| 1984 | "Master and Servant"                                | Clive Richardson               |
| 1984 | "Blasphemous Rumours"                               | Clive Richardson               |
| 1984 | "Somebody"                                          | Clive Richardson               |
| 1985 | "Shake the Disease"                                 | Peter Care                     |
| 1985 | "It's Called a Heart"                               | Peter Care                     |
| 1986 | "Stripped"                                          | Peter Care                     |
| 1986 | "But Not Tonight" (Version one)                     | Tamra Davis                    |
| 1986 | "But Not Tonight" (Version two)                     | Tamra Davis                    |
| 1986 | "A Question of Lust"                                | Clive Richardson               |
| 1986 | "A Question of Time"                                | Anton Corbijn                  |
| 1987 | "Strangelove"                                       | Anton Corbijn                  |
| 1987 | "Strangelove" (Censored version)                    | Anton Corbijn                  |
| 1987 | "Never Let Me Down Again" (7" version)              | Anton Corbijn                  |
| 1987 | "Never Let Me Down Again" (12" (Split Mix) version) | Anton Corbijn                  |
| 1987 | "Behind the Wheel"                                  | Anton Corbijn                  |
| 1987 | "Behind the Wheel" (Remix version)                  | Anton Corbijn                  |
| 1987 | "Pimpf"                                             | Anton Corbijn                  |
| 1988 | "Little 15"                                         | Martyn Atkins                  |
| 1988 | "Strangelove '88"                                   | Martyn Atkins                  |
| 1989 | "Everything Counts (Live)"                          | D. A. Pennebaker               |
| 1989 | "Personal Jesus"                                    | Anton Corbijn                  |
| 1989 | "Personal Jesus" (Censored version)                 | Anton Corbijn                  |
| 1990 | "Enjoy the Silence"                                 | Anton Corbijn                  |
| 1990 | "Policy of Truth"                                   | Anton Corbijn                  |
| 1990 | "World in My Eyes" (Version one)                    | Anton Corbijn                  |
| 1990 | "World in My Eyes" (Version two)                    | Anton Corbijn                  |
| 1990 | "Halo"                                              | Anton Corbijn                  |
| 1990 | "Clean"                                             | Anton Corbijn                  |
| 1993 | "I Feel You"                                        | Anton Corbijn                  |
| 1993 | "Walking in My Shoes"                               | Anton Corbijn                  |
| 1993 | "Walking in My Shoes" (Censored version)            | Anton Corbijn                  |
| 1993 | "Condemnation" (Paris mix)                          | Anton Corbijn                  |
| 1993 | "Condemnation" (Live version)                       | Anton Corbijn                  |
| 1993 | "Personal Jesus" (Live version)                     | Anton Corbijn                  |
| 1993 | "Enjoy the Silence" (Live version)                  | Anton Corbijn                  |
| 1993 | "Halo" (Live version)                               | Anton Corbijn                  |
| 1993 | "One Caress"                                        | Kevin Kerslake                 |
| 1994 | "In Your Room"                                      | Anton Corbijn                  |
| 1997 | "Barrel of a Gun"                                   | Anton Corbijn                  |
| 1997 | "It's No Good"                                      | Anton Corbijn                  |
| 1997 | "Home"                                              | Steven Green                   |
| 1997 | "Useless"                                           | Anton Corbijn                  |
| 1998 | "Only When I Lose Myself"                           | Brian Griffin                  |
| 2001 | "Dream On"                                          | Stéphane Sednaoui              |
| 2001 | "I Feel Loved"                                      | John Hillcoat                  |
| 2001 | "I Feel Loved" (Dan-O-Rama remix)                   | John Hillcoat                  |
| 2001 | "I Feel Loved" (Dan-O-Rama remix edit)              | John Hillcoat                  |
| 2001 | "I Feel Loved" (Live version)                       | Anton Corbijn                  |
| 2001 | "Freelove"                                          | John Hillcoat                  |
| 2001 | "Freelove" (Live version)                           | Anton Corbijn                  |
| 2002 | "Goodnight Lovers"                                  | John Hillcoat                  |
| 2004 | "Enjoy the Silence '04"                             | Uwe Flade                      |
| 2005 | "Precious"                                          | Uwe Flade                      |
| 2005 | "A Pain That I'm Used To"                           | Uwe Flade                      |
| 2006 | "Suffer Well"                                       | Anton Corbijn                  |
| 2006 | "John the Revelator"                                | Blue Leach                     |
| 2006 | "Martyr"                                            | Robert Chandler                |
| 2009 | "Wrong"                                             | Patrick Daughters              |
| 2009 | "Peace"                                             | Jonas & François               |
| 2009 | "Hole to Feed"                                      | Eric Wareheim                  |
| 2009 | "Fragile Tension"                                   | Barney Steel & Robert Chandler |
| 2011 | "Personal Jesus '11"                                | Andrew Faber                   |
| 2013 | "Heaven"                                            | Timothy Saccenti               |
| 2013 | "Soothe My Soul"                                    | Warren Fu                      |
| 2013 | "Should Be Higher" (live)                           | Anton Corbijn                  |
| 2017 | "Where's the Revolution"                            | Anton Corbijn                  |
| 2017 | "Going Backwards"                                   | Timothy Saccenti               |
| 2017 | "Going Backwards" (360° version)                    | Timothy Saccenti               |
| 2017 | "Heroes"                                            | Timothy Saccenti               |
| 2017 | "Cover Me"                                          | Anton Corbijn                  |

### Álbuns de vídeo
| Ano  | Detalhes do vídeo | Certificações           | Paradas | Paradas         |
| Ano  | Detalhes do vídeo | Certificações           | ALE     | Vídeo britânico |
| ---- | --- | ----------------------- | ------- | --------------- |
| 1985 | The World We Live In and Live in Hamburg - Lançado: 1985 - Selos: Virgin, Mute, Sire - Formatos: VHS, Beta, Laserdisc         |                         | —       | 57              |
| 1985 | Some Great Videos - Lançado: 1985 - Selos: Virgin, Sire - Formatos: VHS, Betamax, Laserdisc                                   | RIAA: Ouro              | —       | 11              |
| 1988 | Strange - Lançado: 1988 - Selos: Virgin, Mute, Sire, Reprise - Formatos: VHS, Laserdisc                                       | RIAA: Gold              | —       | 8               |
| 1989 | 101[J] - Lançado: 1989 - Selos: Mute, Sire, Reprise - Formatos: VHS, DVD, Laserdisc, UMD                                      | RIAA: Platina ALE: Ouro | 32      | 6               |
| 1990 | Strange Too - Lançado: 1990 - Selos: Mute, Sire, Reprise - Formatos: VHS, Laserdisc                                           | RIAA: Platinum          | —       | 12              |
| 1993 | Devotional - Lançado: 1993 - Selos: Mute, Sire, Reprise - Formatos: VHS, Laserdisc, DVD, UMD                                  | ALE: Ouro               | 25      | 18              |
| 1998 | The Videos 86>98[K] - Lançado: 1998 - Selos: Mute, Reprise - Formatos: DVD, VHS                                               | ALE: Platina            | —       | 13              |
| 1998 | Some Great Videos 81>85[L] - Lançado: 1998 - Selos: Mute - Formatos: VHS                                                      |                         | —       | 6               |
| 2002 | One Night in Paris - Lançado: 27 de maio de 2002 - Selos: Mute, Reprise - Formatos: DVD, VHS, UMD                             | RIAA: Ouro ALE: Platina | 54      | 4               |
| 2002 | The Videos 86>98 +[M] - Lançado: 25 de novembro de 2002 - Selos: Mute, Reprise - Formatos: DVD, VHS                           | RIAA: Ouro              | 81      | 6               |
| 2006 | Touring the Angel: Live in Milan - Lançado: 25 de setembro de 2006 - Selos: Mute, Reprise - Formatos: DVD/CD                  | ALE: 2× Platina         | 2       | 28              |
| 2006 | The Best of Depeche Mode Volume 1 - Lançado: 13 de novembro de 2006 - Selos: Mute, Reprise - Formatos: DVD/CD                 |                         | —       | 28              |
| 2010 | Tour of the Universe : Barcelona 20/21.11.09 - Lançado: 8 de novembro de 2010 - Selos: Mute, Reprise - Formatos: DVD, Blu-Ray | ALE: Platina            | 1       | 2               |
| 2014 | Depeche Mode Live in Berlin - Lançado: 17 de novembro de 2014 - Selos: Sony Music, Columbia Records - Formatos: DVD, iTunes   |                         | 64      | 2               |
| 2016 | Video Singles Collection - Lançado: 18 de novembro de 2016 - Selos: Sony Music, Columbia Records - Formatos: DVD, iTunes      |                         | 4       | 6               |

Notas
- Posições da parada do Reino Unido listados aqui para álbuns de vídeo são do Music Video Chart, as posições nas paradas da Alemanha são das paradas de álbuns alemãs como também inclui as vendas de DVDs musicais.

### Documentários
| Ano  | Detalhes do vídeo                                                                        | Certificações           |
| ---- | ---------------------------------------------------------------------------------------- | ----------------------- |
| 1989 | 101[J] - Lançado: 1989 - Selos: Mute, Sire, Reprise - Formatos: VHS, DVD, Laserdisc, UMD | RIAA: Platina ALE: Ouro |

Notas
- J ^ Relançado em 10 de novembro de 2003.
- K ^ Originalmente lançado em VHS em 1998. Foi relançado em DVD em 12 de outubro de 1999.
- L ^ Um relançamento de Some Great Videos. Foi lançado somente no Reino Unido.
- M ^ Um relançamento de The Videos 86>98 com conteúdos bônus.

### DVD singles
| Ano  | Detalhes do DVD                                                                                             |
| ---- | --- |
| 2001 | "Freelove" - Lançado: 11 de novembro de 2001 - Selos: Mute, Reprise                                         |
| 2005 | "Precious" - Lançado: 3 de outubro de 2005 - Selo: Mute - Lançado somente no Reino Unido                    |
| 2005 | "A Pain That I'm Used To" - Lançado: 12 de dezembro de 2005 - Label: Mute - Lançado somente no Reino Unido  |
| 2006 | "Suffer Well" - Lançado: 27 de março de 2006 - Selo: Mute - Lançado somente no Reino Unido                  |
| 2006 | "John the Revelator" / "Lilian" - Lançado: 4 de junho de 2006 - Selo: Mute - Lançado somente no Reino Unido |
| 2006 | "Martyr" - Lançado: 30 de outubro de 2006 - Selo: Mute - Lançado somente no Reino Unido                     |

## Outras aparições
| Ano  | Canção contribuída                                            | Álbum                                                                 | Artista(s)                   | Notas | Posições mais altas nas paradas    |
| ---- | ------------------------------------------------------------- | --------------------------------------------------------------------- | ---------------------------- | --- | ---------------------------------- |
| 1981 | "Photographic"                                                | Some Bizzare Album                                                    | Vários                       | - Compilação lançada em 1981 por Stevo Pearce no selo Some Bizzare - Selo: Some Bizzare - Formatos: CD, vinyl - Faixa contribuída: "Photographic", embora uma gravação diferente daquele em Speak & Spell. Esta versão da faixa também faz uma aparição na versão CD relançado deThe Singles 81-85, onde é conhecido como "Some Bizzare Version". | —                                  |
| 1991 | "Death's Door"                                                | Until the End of the World (soundtrack)                               | Vários                       | - Álbum de trilha sonora para o filme Until the End of the World dirigido por Wim Wenders, lançado em 1991. - Selo: Warner Bros. Records - Formato: CD - Faixa contribuída: "Death's Door", com Martin Gore no vocal principal. Um remix da canção conhecida como "Jazz Mix" mais tarde apareceu como B-side para "Condemnation" em 1993.         | US Billboard (início de 1992): 114 |
| 1991 | "Route 66 (Nile Rodgers remix)"                               | Earth Girls Are Easy (Soundtrack)                                     | Vários                       | | —                                  |
| 2002 | "Dirt"                                                        | Resident Evil: Music from and Inspired by the Original Motion Picture | Vários                       | - Exciter canção sessão, incluída na trilha sonora do filme - Formato: CD - Selo: Roadrunner - Faixa contribuída: "Dirt". Era o B-side para "I Feel Loved" em 2001. - Cover de uma canção dos The Stooges. | —                                  |
| 2006 | "Suffer Well (Simlish version)"                               | The Sims 2: Open For Business                                         | Vários                       | | —                                  |
| 2007 | "Everything Counts (Oliver Huntemann and Stephan Bodzin Dub)" | Cooking For Pump-Kin: Special Menu                                    | Benny Benassi (Album Artist) | - Um álbum de remix de Benny Benassi - Formato: CD - Selo: Pump-Kin Music - Faixa contribuída: "Everything Counts". A versão da canção é um remix de Oliver Huntemann e Stephan Bodzin | —                                  |
| 2011 | "So Cruel"                                                    | AHK-toong BAY-bi Covered                                              | Vários                       | - Um álbum tributo, para comemorar o 20 º aniversário do lançamento do álbum Achtung Baby por U2. O álbum está disponível com a edição de novembro de 2011 da revista Q no Reino Unido. - Formato: CD - Selo: N.N. - Faixa contribuída: "So Cruel".                                                                                               | —                                  |
| 2019 | "4′33″"                                                       | STUMM433                                                              |                              | - A canção foi composta por John Cage. | —                                  |